# Nicolaus Sietesz
Nicolaus Sietesz (polnisch Mikołaj Szetesza; † 1475 in Krakau) war ein Maler und Kopist der Gotik sowie Kantorsänger und Geistlicher an der Wawel-Kathedrale aus Sietesz.
Er war im 15. Jahrhundert vor allem in Krakau tätig. Seit 1453 ist sein Aufenthalt in Krakau nachweisbar. Seit 1469 war er stellvertretender Kantor an der Wawel-Kathedrale. Er malte seit 1451 vor allem kalligraphische Miniaturen für liturgische Bücher. Er hatte zahlreiche Auftraggeber aus allen Teilen Polens.